# Alexandre Nikolaïevitch Samokhvalov
Alexandre Nikolaïevitch Samokhvalov (Александр Николаевич Самохвалов, 9 août 1894 (21 août dans le calendrier grégorien) - 20 août 1971) est un peintre avant-gardiste russe.